# Sig Ragga
Sig Ragga es una banda argentina de reggae fusión formada en 1997 en la ciudad de Santa Fe.
El grupo se caracteriza por utilizar el reggae como base en sus canciones, que toman forma de música progresiva a la vez que se funde con elementos de jazz y en ocasiones son representadas vocalmente a través de un idioma inexistente. Además de esto, sus presentaciones en vivo tienen una gran producción estética.

## Biografía
Sig Ragga nace en la Ciudad de Santa Fe en el año 1997, iniciada por los hermanos Gustavo "Tavo" Cortés (tecladista y vocalista) y Ricardo "Pepo" Cortés (baterista), y Nicolás Gonzalez (guitarrista); todos influenciados familiarmente por diferentes ramas del arte como la música (tanto el padre de Nicolas Gonzalez como de los hermanos Cortés son músicos) y la pintura (la madre de los hermanos Cortés es artista plástica), lo que se refleja en el contenido artístico del grupo. En ese entonces, Gustavo y Nicolás, con sólo 13 años de edad y Ricardo con 16 años, subían a escena con vestuarios diseñados por ellos mismos, incluyendo el uso de maquillaje y pinturas diversas en el cuerpo. El nombre "Sig Ragga" deviene de un juego al comenzar a fragmentar el nombre de distintas ciudades de la República de Sudáfrica. Inicialmente de esa experimentación surgió el nombre Sig Ragga Naurú, que más tarde se redujo a Sig Ragga.
En sus orígenes, su música estaba influenciada en gran medida por el rocksteady jamaiquino. De esto da cuenta su primer EP, publicado en 1998, que contenía canciones como Ciudad Smog, Fuga Número 13 y Filosofía, dándoles la posibilidad de comenzar a presentarse en varios festivales de música ska.
En el año 2000 Juan José Casals (bajista) se suma a Sig Ragga. Con esta formación encuentran la estabilidad y  graban un primer LP que incluía las canciones Guajira, Apocalipsis, Eclipse, junto a dos temas en vivo: Obra 03 (grabado en Rosario) y Reencarnación (registrado en el Paraninfo de la UNL). La canción Eclipse formó parte de compilados internacionales en países como España y Francia. A partir de este material se comienza a hacer más visible la apertura musical de la banda hacia géneros latinoamericanos. Ese mismo año reciben el Primer Premio de Música de la Bienal de Arte Joven en la ciudad de Santa Fe.
Ya en el año 2005 se involucran con Diego Blanco (tecladista de Los Pericos), quien les ofrece grabar algunas de sus canciones en el Estudio “Robledo” de Los Pericos. Esto desencadenó en la idea del primer álbum de la banda. A partir de esas primeras grabaciones Diego Blanco se involucra como productor artístico del disco que comienza a grabarse.

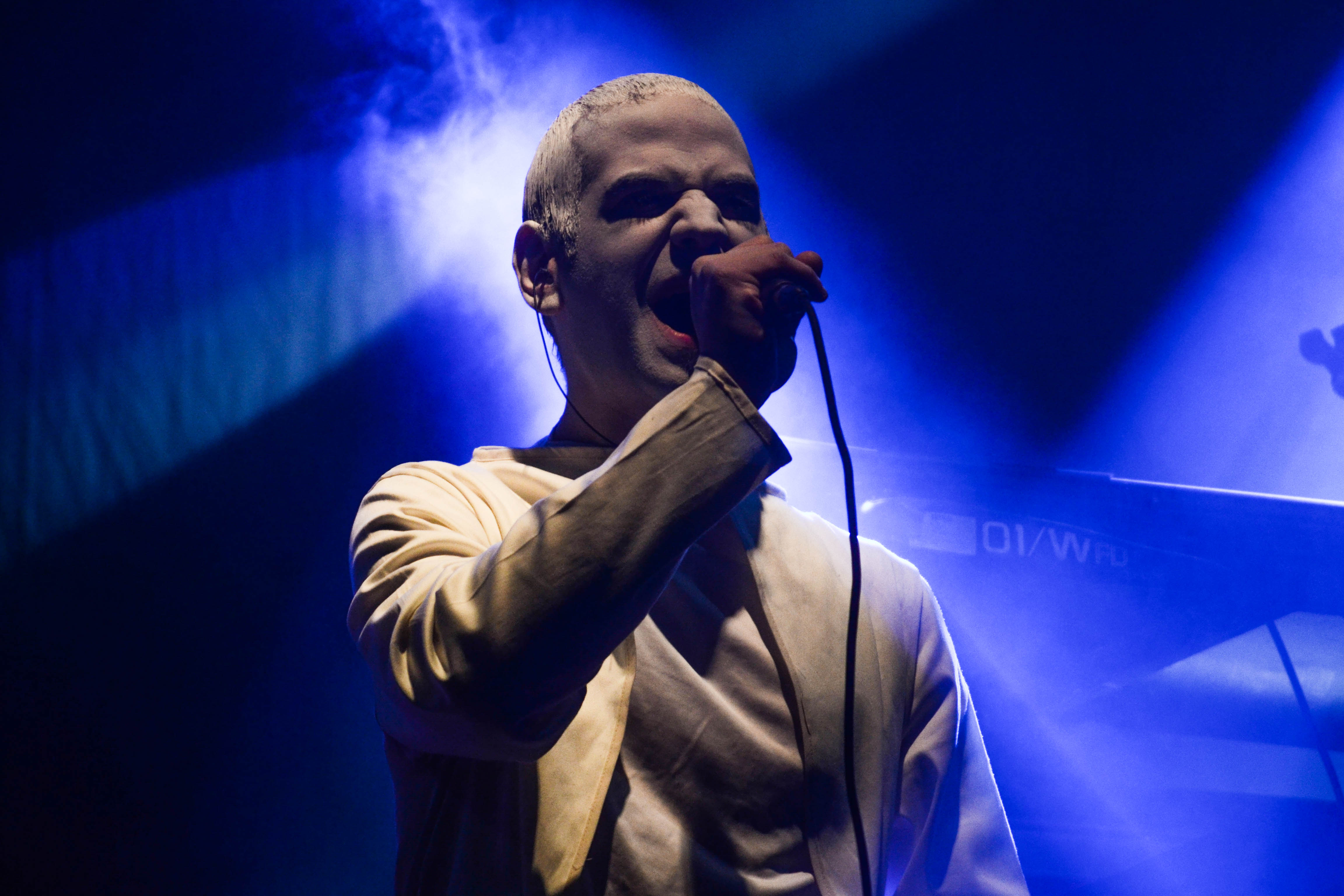
Gustavo Tavo Cortés: voz y teclados de Sig Ragga

Durante ese tiempo comenzaron una serie de presentaciones por el país, que incluyó la participación en tres ediciones del Pepsi Music en el año 2006, 2008 y 2009, junto a artistas como Ziggy Marley, Skatalites, Mike Rose, Los Pericos, Los Cafres, Cultura Profética, Ky-Mani Marley, entre otros. A finales del 2008, comienza el proceso de masterización de su primer disco y conocen a Eduardo Bergallo, uno de los referentes más importantes en la grabación, mezcla y mastering de la Argentina. A partir de este encuentro, comienzan a trabajar con él como ingeniero de sonido en vivo.
El disco, de nombre homónimo, es publicado en el año 2009. Este mismo año graban su primer videoclip, perteneciente al track que inicia el álbum: Cuchillos. El disco contiene once canciones, además de una de autoría del reconocido Pedro Aznar (Lo que has hecho siempre: quererme). Cuenta con la participación de Ignacio Casablanca (guitarras), Marcelo Blanco (percusión), Miguel Ángel Tallarita (trompeta, flugerhorn), Pato Banton (voz en “Cuchillos”) y Bruno Rosado (saxo alto y tenor). 
En 2010 comienzan una gira por la costa argentina, para luego presentarse en ciudades como Santa Fe, La Plata, Rosario y Buenos Aires. Este mismo año reciben la nominación al Latin Grammy en el rubro de "Mejor canción alternativa".

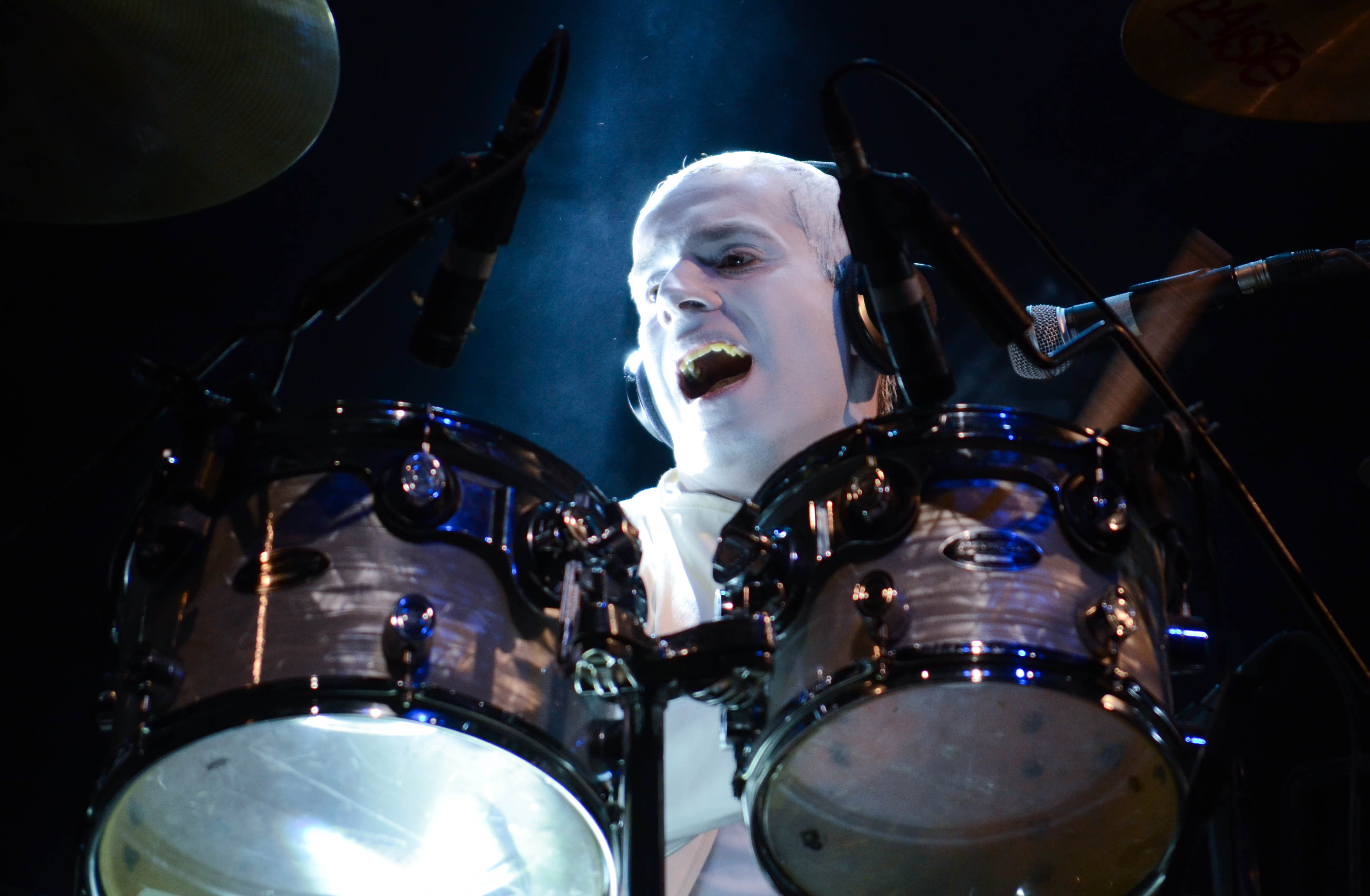
Ricardo "Pepo" Cortés: baterista y corista de Sig Ragga

Durante el año 2011 continúan con sus presentaciones en vivo y reeditan su primer álbum, donde el arte visual del mismo es reemplazado por uno nuevo y además se agregan dos canciones que Sig Ragga grabó para un disco tributo a Bob Marley: Rock it baby y Natty dread. Este año se edita su segundo videoclip, perteneciente a Lo que has hecho siempre: quererme.
Entre octubre y noviembre de 2012 viajan a Texas para comenzar a registrar su segundo trabajo discográfico en el estudio Sonic Ranch. La grabación y mezcla del titulado Aquelarre estuvo a cargo de Eduardo Bergallo, mientras que el mastering en manos de Marco A. Ramírez. Además, la cantante Ely Guerra participó de la canción "En el infinito". Mientras que en enero de 2013 realizan el videoclip de "Orquesta en descomposición" (perteneciente a su primer álbum), participaron en el festival RockBa en febrero, en mayo se presentaron en Chile y en junio en el festival Ciudad Emergente de Buenos Aires. Finalmente, Aquelarre sale a la venta a fines de junio de dicho año, dando inicio a una gira de presentación del mismo. En noviembre de ese mismo año ve la luz el nuevo videoclip de Sig Ragga, de la canción "Pensando". Con este corte difusión fueron nominados nuevamente al Grammy Latino en el rubro "Mejor canción alternativa". Además de esto, son invitados a participar en el disco HEMP! Tributo reggae latinoamericano a The Beatles - Vol. II, grabando la canción "The fool on the hill".
Con la salida del nuevo disco dieron presentaciones en ciudades a las que jamás habían ido como Córdoba o San Luis, y además se les posibilitó tocar en Colombia en diciembre de dicho año.

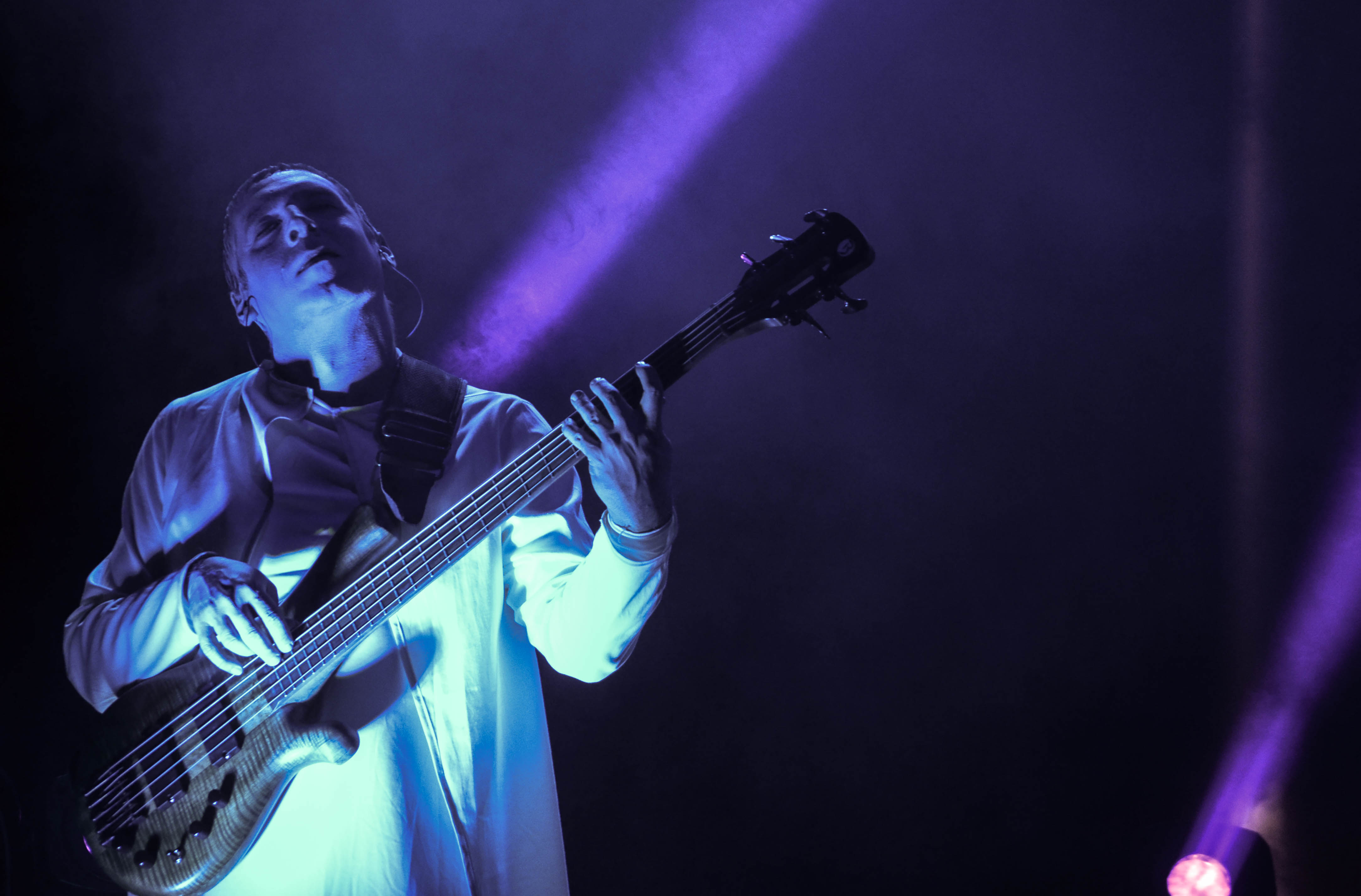
Juan José "Juanjo" Casals: bajista de Sig Ragga

En 2014 son invitados a participar de la primera edición argentina del festival Lollapalooza, aunque finalmente no se presentaron. En abril son invitados al Festival Internacional de las Artes en Costa Rica. En junio de dicho año es publicado el videoclip perteneciente a la canción "Chaplín". Gracias a ello son nominados una vez más al Grammy Latino nuevamente en la categoría "Mejor canción alternativa", además de ser nominados al mejor álbum de música alternativa por Aquelarre.
Durante 2015 se presentaron en festivales como el Cosquín Rock (cerrando la última noche en el escenario alternativo) en febrero, el festival Música en el río (realizado en Santa Fe) en marzo, el festival Ciudad Emergente (llevado a cabo en Buenos Aires) en junio y el festival Taragüí Rock (presentándose en Corrientes por primera vez) y el Festival de la Bienal (también en Buenos Aires) en septiembre.
En marzo de 2016 fueron convocados para abrir el escenario principal del Lollapalooza, siendo su primera presentación del año. Según anunciaron, este año se abocarán a la grabación de su tercer material discográfico, que vienen preparando desde diciembre de 2015. El 24 de junio del corriente año presentaron un adelanto de este material, lanzando el sencillo "Ángeles y serafines" en simultáneo con su videoclip, nuevamente producido íntegramente por Pepo Cortés. En agosto de este mismo año, se anunció oficialmente la salida de su tercer álbum de estudio, llamado "La promesa de Thamar" y fue finalmente publicado el 16 de septiembre. Junto con esta noticia, se confirmó la gira de presentación de dicho disco, que incluyó conciertos en Santa Fe, Buenos Aires, Córdoba, La Plata, Rosario y hasta una presentación nuevamente en Colombia.
En 2017,  la banda fue nominada a los Latin Grammy en las categorías "Mejor álbum de música alternativa" (por el disco La Promesa de Thamar) y "Mejor canción alternativa" (por la canción Antonia), siendo esta la séptima vez que la banda es nominada a dichos premios.
El 2018 encontró a Sig Ragga girando por diferentes ciudades (Santa Fe, Córdoba, Rosario, Paraná, Formosa, Resistencia, entre otras) y festivales, comenzando con una presentación en el Festival Buena Vibra en febrero (realizado en Ciudad Cultural Konex) para continuar con presentaciones que incluyeron el Data Festival en abril, el Festival A Mover! en agosto (cerrando la jornada llevada a cabo en Parque Centenario), la 17.ª Feria del Libro de Santo Tomé en octubre y el festival La Usina Suena en noviembre (encargándose de cerrar la fecha del festival desarrollado en el Puerto de Santa Fe) entre varios otros conciertos.
En 2019 el grupo comenzó el año con presentaciones en Paraná y Santa Fe entre febrero y marzo, y se empezó con la producción del cuarto álbum de estudio de la banda.

## Influencias y estética
El grupo se expresa artísticamente a partir de la fusión no solamente musical, sino de varios lenguajes artísticos, dando como resultado un colectivo artístico particular.
Afirman en varias ocasiones que están influenciados por distintos tipos de ramas del arte tales como:
- La música: el reggae, la música negra, la música clásica, el folclore, el jazz, el blues, bandas sonoras de películas, la música infantil, el rock sinfónico, entre otros.[9]

 Su guitarrista afirma "El reggae es solo una parte de ese conocimiento pero lo utilizamos como elemento principal de un collage que elaboramos con todo ese background musical que tenemos [...] Estoy de acuerdo con la fusión en la música. No solo en el reggae, en cualquier estilo. Con respeto y conocimiento, todo es válido. Para mí, tocar o componer debe ser una experiencia libre, sin ningún tipo de restricciones. Por otro lado, Gustavo Cortés afirma: "Lo nuestro tiene influencias del reggae porque en un momento de nuestra juventud fue música que nos interpeló muchísimo, y nos dio un gran empuje. Pero siempre escuchamos música de todas las épocas y géneros. Clásica, jazz, rock sinfónico, Beatles, música cubana, europea, africana... la melomanía fue una constante. De hecho creo que soy más melómano que músico".
- El cine: películas de cine italiano neorealista como las de Federico Fellini[1] o Pier Pasolini, los hermanos Taviani, el cine de tipo clase B, o de género grotesco, cine ruso (con autores como Andréi Tarkovski), las películas de Ingmar Bergman, entre otras.[8]
- Las artes plásticas: pinturas como las de Salvador Dalí y Hieronymus Bosch[1] son de gran influencia, sobre todo en "Pepo" Cortes, quien además de músico es diseñador gráfico[8] y se encarga de las producciones visuales en los álbumes del grupo (inclusive de algunos videoclips) realizando diferentes collages e ilustraciones.
- La literatura: escritores como Julio Cortázar y Jorge Luis Borges son aclamados por los miembros del grupo.[1]

Todas las influencias extra-musicales se hacen presentes en su presentación estética a la hora de realizar un concierto. En vivo usan túnicas, maquillajes y pinturas de todo tipo. Según ellos relatan, en sus comienzos "salir a escena tenía como correlato la necesidad de gritar lo silenciado, la búsqueda de una liberación espiritual, de un lenguaje propio." En la actualidad mantienen esta característica, que fusionada con elementos teatrales (determinados movimientos y puestas de luces en escena) buscan generar un concepto visual determinado.
Sus videoclips no son pensados como tal, sino que (debido a su influencia cinematográfica) son encarados como cortometrajes, con la idea de crear una pieza artística en la cual suelen aparecer paisajes oníricos.
En cuanto a sus canciones son ocasionalmente cantadas utilizando la glosolalia como recurso. En un principio nació como juego y luego se transformó en un recurso utilizado con regularidad por la banda.

## Integrantes
- Gustavo "Tavo" Cortés: voz, teclados
- Ricardo "Pepo" Cortés: batería, coros
- Juan José "Juanjo" Casals: bajo
- Nicolás Gonzalez: guitarra, coros

## Discografía
- Sig Ragga - 2009
- Aquelarre - 2013
- La promesa de Thamar - 2016
- Relatos de la luna - 2020
- Fotografías - 2022

## Videoclips
- Cuchillos
- Lo que has hecho siempre: quererme
- Orquesta en descomposición
- Pensando
- Chaplín
- Ángeles y serafines
- Caminando